# Modern Day Delilah
«Modern Day Delilah» es una canción del grupo Kiss, es el primer sencillo del disco Sonic Boom del 2009
"Modern Day Delilah" fue anunciado y lanzado como el primer sencillo de Sonic Boom, el 19 de agosto de 2009 en el radio. La pista será el primer sencillo de Kiss lanzado en once años, el predecesor de la canción es "You Wanted The Best", que fue lanzado por la banda en 1999 del álbum Psycho Circus. Debido a las previstas a principios del álbum, la canción se ha ganado comentarios positivos de los críticos y los fanes, además recibió deifernetes formas de ser recibida en diferentes países, esta como ejemplo en Argentina, que fue recibida de forma positiva mediante investigaciones del disco Sonic Boom siendo informada su presentación, en la página Wikipedia. Esta canción andemas tiene su videocip official.
- Datos: Q12263745